# كاري ماتشيت
كاري ماتشيت (بالإنجليزية: Kari Matchett)‏ مواليد 25 مارس 1970 في ساسكاتشوان، كندا، هي ممثلة كندية بدأت مسيرتها الفنية عام 1996.

## الأعمال

### أفلام
- شجرة الحياة

### مسلسلات
- القرش (مسلسل أمريكي)
- 24 (مسلسل تلفزيوني)
- إي آر (مسلسل)
- بيتي القبيحة (مسلسل)
- كريمنال مايندز

## روابط خارجية
- كاري ماتشيت على موقع IMDb (الإنجليزية)
- كاري ماتشيت على موقع ألو سيني (الفرنسية)
- كاري ماتشيت على موقع أول موفي (الإنجليزية)
- كاري ماتشيت على موقع قاعدة بيانات الأفلام السويدية (السويدية)
- كاري ماتشيت على موقع إن إن دي بي (الإنجليزية)
- كاري ماتشيت على موقع قاعدة بيانات الفيلم (الإنجليزية)
- كاري ماتشيت على موقع كينوبويسك (الروسية)